# Линия Канарси, Би-эм-ти
Линия Канарси — линия Нью-Йоркского метрополитена в боро Манхэттен и Бруклин. Обслуживается круглосуточно маршрутом L. Линия считается «стволовой»: маршрут L, проходящий по ней, обозначается светло-серым цветом.
Часть линии южнее станции Атлантик-авеню действовала в XIX веке как паровая железная дорога. Северо-западнее и западнее линия была продлена, преимущественно под землёй, в 1920-х годах.

## Список станций
| Эссекс-стрит (1908) |
|                     |
|                     |

|  |  |  |
|  |  |  |
|  |  |  |

|  |  |  |
|  |  |  |
|  |  |  |

| Сатфин-бульвар — Арчер-авеню — Аэропорт имени Джона Кеннеди (1988) |
|                                                                    |
|                                                                    |

| Джамейка-Сентер — Парсонс — Арчер (1988) |
|                                          |
|                                          |

| Марси-авеню (1888) |
|                    |
|                    |

| Хьюс-стрит (1888) |
|                   |
|                   |

| Лоример-стрит (1888) |
|                      |
|                      |

| Флашинг-авеню (1888) |
|                      |
|                      |

| Мертл-авеню (1888) |
|                    |
|                    |

|  |
|  |
|  |
|  |
|  |

| Кларк-стрит — Тиллари-стрит (1888—1940) |
|                                         |
|                                         |
|                                         |
|                                         |
|                                         |

| Корт-стрит — Мертл-авеню (1888—1940) |
|                                      |
|                                      |
|                                      |
|                                      |
|                                      |

| Декалб-авеню (1915) |  |
|                     |  |

| Атлантик-авеню — Барклайс-центр (1920) |
|                                        |
|                                        |

| Атлантик-авеню — Барклайс-центр (1915) |  |
|                                        |  |

| Франклин-авеню (1896) |  |
|                       |  |

| Седьмая авеню (1920) |  |
|                      |  |

| Бруклин-авеню — Томпкинс-авеню (1888—1940) |
|                                            |
|                                            |
|                                            |
|                                            |
|                                            |

| Олбани-авеню — Самнер-авеню (1888—1940) |
|                                         |
|                                         |
|                                         |
|                                         |
|                                         |

| Атлантик-авеню (1889) |  |
|                       |  |

| 36-я улица (1915) |  |
|                   |  |

| Проспект-парк (1878) |  |  |
|                      |  |  |

| Девятая авеню (1916) |  |
|                      |  |

| Черч-авеню (1933) |  |
|                   |  |

|  |  |
|  |  |

|  |  |
|  |  |
|  |  |
|  |  |
|  |  |
|  |  |

Проходящие по линии маршруты в зависимости от дня недели и времени суток
|                | Круглосуточно |
| -------------- | ------------- |
| Локальные пути | L             |

Станции на линии
| Условные обозначения |
| для дней и часов работы маршрутов (более точно указано во всплывающих подсказках при этих обозначениях): |
| --- |
| круглосуточно круглосуточно, кроме ночи круглосуточно, кроме будней днём (либо часов пик) в пиковом направлении в будни днём (и, возможно, вечером) в будни круглосуточно в часы пик в будни днём (либо в часы пик) в пиковом направлении в будни днём (либо в часы пик) в направлении, обратном пиковому в выходные ночью ночью и в выходные (и, возможно, вечером) нет движения поездов |

| A — круглосуточно · A — круглосуточно · C — круглосуточно, кроме ночи · C — круглосуточно, кроме ночи · E — круглосуточно · E — круглосуточно | 14-я улица |

| 1 — круглосуточно · 1 — круглосуточно · 2 — круглосуточно · 2 — круглосуточно · 3 — круглосуточно, кроме ночи · 3 — круглосуточно, кроме ночи                                     | 14-я улица |
| F — круглосуточно · F — круглосуточно · <F> — в часы пик в пиковом направлении · <F> — в часы пик в пиковом направлении · M — в будни днём и вечером · M — в будни днём и вечером | 14-я улица |
| 14-я улица (PATH)[англ.] |            |

| 4 — круглосуточно · 4 — круглосуточно · 5 — круглосуточно, кроме ночи · 5 — круглосуточно, кроме ночи · 6 — круглосуточно · 6 — круглосуточно · <6> — в будни днём в пиковом направлении · <6> — в будни днём в пиковом направлении | 14-я улица — Юнион-сквер |
| N — круглосуточно · N — круглосуточно · Q — круглосуточно · Q — круглосуточно · R — круглосуточно, кроме ночи · R — круглосуточно, кроме ночи · W — в будни днём и вечером до 23:00 · W — в будни днём и вечером до 23:00           | 14-я улица — Юнион-сквер |

| G — круглосуточно · G — круглосуточно | Метрополитан-авеню |

| M — круглосуточно · M — круглосуточно | Мертл-авеню — Уайкофф-авеню |

| A — круглосуточно · A — круглосуточно · C — круглосуточно, кроме ночи · C — круглосуточно, кроме ночи               | Бродвей-Джанкшен |
| J — круглосуточно · J — круглосуточно · Z — в часы пик в пиковом направлении · Z — в часы пик в пиковом направлении | Бродвей-Джанкшен |

| |  |  |  |  | |
| J — круглосуточно · J — круглосуточно · Z — в часы пик в пиковом направлении · Z — в часы пик в пиковом направлении |  |  |  |  | J — круглосуточно · J — круглосуточно · Z — в часы пик в пиковом направлении · Z — в часы пик в пиковом направлении |
| |  |  |  |  | |
| |  |  |  |  | |

|  |  |
|  |  |
|  |  |

|  |  |
|  |  |
|  |  |

| Ист-Нью-Йорк (LIRR)[англ.] |

|  |  |
|  |  |
|  |  |

|  |  |
|  |  |
|  |  |

| 2 — часть рейсов в часы пик в пиковом направлении · 2 — часть рейсов в часы пик в пиковом направлении · 3 — круглосуточно, кроме ночи · 3 — круглосуточно, кроме ночи · 4 — ночью, а также часть рейсов в часы пик в пиковом направлении · 4 — ночью, а также часть рейсов в часы пик в пиковом направлении | Джуниус-стрит |